# Sự kiện UFO Valensole
Sự kiện UFO Valensole (tiếng Pháp: Rencontre de Valensole) là vụ một người nông dân tên Maurice Masse đã có cuộc tiếp xúc cự ly gần với hai sinh vật nhỏ dạng người hiện diện bên cạnh một vật thể nghi là UFO hạ cánh xuống cánh đồng gần Valensole, Alpes-de-Haute-Provence đông nam nước Pháp vào sáng sớm ngày 1 tháng 7 năm 1965.

## Diễn biến

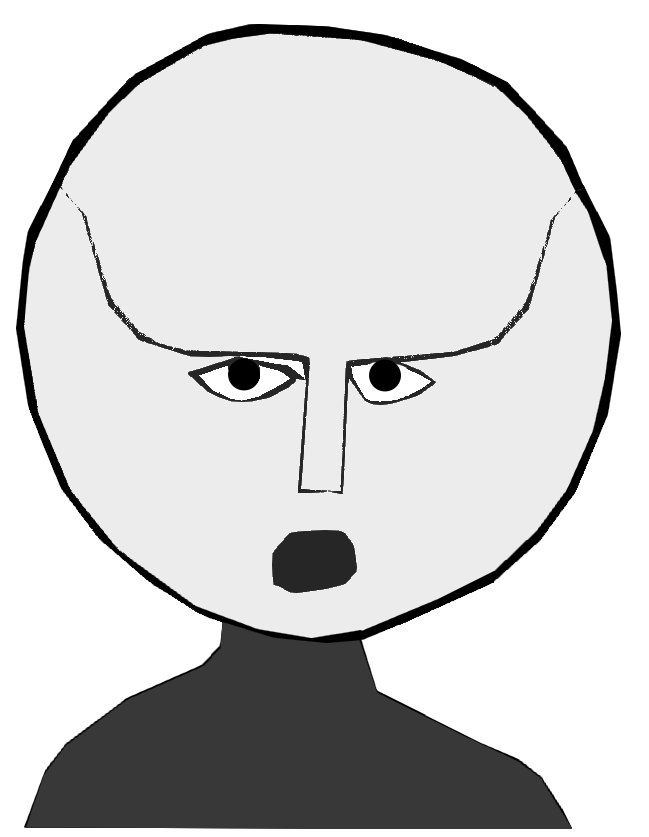
Phác thảo hình sinh vật lạ dạng người dựa trên lời kể của Maurice Masse.

Maurice Masse cho biết vụ việc xảy ra khi ông đang đi làm việc trên cánh đồng hoa oải hương của mình. Đột nhiên ông nghe thấy một loại còi vang lên trên không trung và nhìn ra giữa cánh đồng là một chiếc phi thuyền hình bầu dục kỳ lạ, có cửa hông mở ra. Theo lời nhân chứng thì khi đi tới và trông thấy gần chiếc phi thuyền đó có hai hai sinh vật nhỏ bé dạng người đang quan sát cây cối trong vùng; ngay khi họ nhận ra sự hiện diện của Masse, một sinh vật trong số đó đã chĩa một loại vật thể hình ống giống như súng laser hướng về phía ông và làm cho người nông dân này bị tê liệt tạm thời, dù có thể nhìn và nghe được. Masse kể rằng chiếc phi thuyền hình bầu dục có đế sáu chân và được một mái vòm trong suốt che đậy; hai sinh vật lạ có tầm vóc cỡ những đứa trẻ tám tuổi, mặc bộ áo liền quần màu xanh xám, và có cái đầu to lớn, không có tóc với làn da trắng như tuyết, đôi tai dài và cái miệng nhỏ tròn. Cả hai sinh vật bước vào trong chiếc phi thuyền đang cất cánh lặng lẽ, tiến về phía trước khoảng hai mươi mét rồi biến mất ngay lập tức. Sau khoảng một phần tư giờ, Masse bắt đầu cử động trở lại và vội chạy đến Valensole trong tâm trạng hoảng loạn. Chủ một quán bar, sau khi nhìn thấy Masse hớt hơ hớt hải bước vào rồi hỏi chuyện gì đã xảy ra và được người nông dân kể lại câu chuyện kỳ lạ này, lược bỏ một số chi tiết bớt phần lố bịch. Tới lúc bình tĩnh được phần nào, ông liền đi trình báo vụ việc với đồn hiến binh.
Theo vợ của Masse cho biết từ sau khi xảy ra sự kiện này thì người nông dân bỗng dưng nhận được một số thông tin liên lạc từ những sinh vật lạ, coi cuộc tiếp xúc giữa đôi bên là "một trải nghiệm tâm linh" và địa điểm hạ cánh hôm đó được xem là "vùng đất linh thiêng" nên "lưu giữ trong tâm trí gia đình ông mãi mãi". Giới nghiên cứu UFO coi những tuyên bố của Masse chứa đầy ý nghĩa quan trọng và trích dẫn "những ấn tượng về thiết bị hạ cánh" được tìm thấy trên mặt đất.

## Điều tra
Cuộc điều tra của đội hiến binh được tiến hành dưới sự chỉ đạo của Đại úy Valnet và nhóm cộng sự dưới quyền ông, trước tiên họ tới thẩm vấn nhân chứng và đến hiện trường để kiểm tra, sau cùng cũng tìm thấy những dấu vết rõ ràng trên mặt đất. Trong bản báo cáo trình lên cấp trên, đội hiến binh tuyên bố rằng có điều gì đó kỳ lạ đã xảy ra và không thể loại trừ giả thuyết về phi thuyền ngoài hành tinh. Sự kiện này còn được các nhà UFO học Aimé Michel, Jacques Vallée và Jimmy Guieu điều tra thêm, họ nhận thấy sự chân thực rõ ràng trong câu chuyện của Masse với triệu chứng trầm cảm và mất ngủ từ sau vụ việc; thực tế này, cùng với việc tìm thấy những dấu vết lộ rõ trên mặt đất, theo các nhà UFO học có thể loại trừ giả thuyết về sự gian lận từ phía nhân chứng. Bên cạnh đó, những cây hoa oải hương nằm trên đường khởi hành của chiếc phi thuyền này bị thoái hóa hàng trăm thước Anh, và tại chính địa điểm này, hoa oải hương đã không mọc trở lại cho đến tận năm 1975.

## Giải thích
Năm 2015, GEIPAN đã xếp trường hợp này vào loại D (hiện tượng không xác định). Nhà UFO học Aimé Michel thì tìm thấy một điểm tương đồng với sự kiện ở Socorro diễn ra vào năm trước tại nước Mỹ và được công nhận là trường hợp không thể giải thích được vào thời điểm đó. Nhà nghiên cứu UFO Dominique Caudron trong một bài báo năm 1990 giải thích về các yếu tố của sự kiện này làm gợi lên hình ảnh một chiếc trực thăng Alouette II với tiếng còi đặc trưng của tuabin khi cánh quạt dừng lại. Hôm xảy ra vụ việc cũng là lúc quân đội đang tổ chức các cuộc diễn tập với tham gia của trực thăng Alouette này. Nhà UFO học theo khuynh hướng hoài nghi Claude Maugé đưa ra giả thuyết rằng sự kiện này đơn thuần chỉ là một sự hiểu lầm do người nông dân có thể đã nhìn lầm một chiếc trực thăng của Hạm đội 6 Hoa Kỳ đang thực hiện phi vụ gián điệp; thay vì thừa nhận trường hợp nước ngoài xâm nhập vào lãnh thổ Pháp, giới chức trách đành bịa ra câu chuyện về cuộc gặp gỡ với những thực thể điều khiển phi thuyền ngoài hành tinh.